# Торкановски, Вернер
Вернер Торкановски (нем. Werner Torkanowsky; 30 марта 1926, Берлин — 20 октября 1992, Бар-Харбор) — американский скрипач и дирижёр.

## Биография
Ребёнком вместе с родителями уехал в Палестину, вырос в кибуце. С 1948 года учился в США, первоначально как скрипач (у Рафаэля Бронштейна), затем в 1954—1958 годах — в школе дирижёров Пьера Монтё. В 1959 году дебютировал с оркестром Нью-Йоркской городской оперы, был связан творческим содружеством с композитором Джанкарло Менотти. В 1961 году завоевал первую премию Наумбурговского конкурса молодых исполнителей, в том же году впервые выступил с Нью-Йоркским филармоническим оркестром. В 1963—1977 годах руководил Новоорлеанским симфоническим оркестром, записал ряд произведений современной американской музыки (в том числе Алана Ованнеса и Неда Рорема). C 1981 года и до конца жизни возглавлял Бангорский симфонический оркестр. Умер от рака.
На протяжении всей дирижёрской карьеры Торкановски продолжал выступать и как скрипач, преимущественно в камерных ансамблях. Ему принадлежит сборник упражнений «Оставаясь в форме» (англ. Staying In Shape: A Violinist’s Maintenance Notebook; 1991), специально предназначенный для профессионалов, не имеющих ежедневной исполнительской практики.